# Élections sénatoriales de 2008 dans l'Hérault
Les élections sénatoriales dans l'Hérault ont eu lieu le dimanche 21 septembre 2008. Elles ont eu pour but d'élire les sénateurs représentant le département au Sénat pour un mandat de six années.

## Contexte départemental
Lors des élections sénatoriales du 27 septembre 1998 dans l'Hérault, trois sénateurs PS ont été élus.
Depuis, tous les effectifs du collège électoral des grands électeurs ont été renouvelés, avec les élections législatives françaises de 2007, les élections régionales françaises de 2004, les élections cantonales de 2004 et 2008 et les élections municipales françaises de 2008.

## Rappel des résultats de 1998
| Candidat et parti politique | Candidat et parti politique | Candidat et parti politique | Premier tour | Premier tour | Second tour | Second tour |
| Candidat et parti politique | Candidat et parti politique | Candidat et parti politique | Voix         | %            | Voix        | %           |
| --------------------------- | --------------------------- | --------------------------- | ------------ | ------------ | ----------- | ----------- |
|                             | André Vézinhet              | PS                          | 790          | 42,70        | 940         | 51,03       |
|                             | Marcel Vidal                | PS                          | 778          | 42,05        | 937         | 50,87       |
|                             | Gérard Delfau               | PS                          | 659          | 35,62        | 821         | 44,57       |
|                             | Robert Navarro              | PS                          | 553          | 28,81        | 659         | 35,78       |
|                             | Marcel Roques               | UDF                         | 463          | 25,03        | 504         | 27,36       |
|                             | Alphonse Cacciaguerra       | RPR                         | 399          | 21,57        | 366         | 19,87       |
|                             | Louis Higounet              | DVD                         | 382          | 20,65        | 299         | 16,23       |
|                             | Gérard Bouisson             | PCF                         | 199          | 10,76        | Retrait     | Retrait     |
|                             | Claude Bousquet             | PCF                         | 173          | 9,35         | Retrait     | Retrait     |
|                             | Norbert Étienne             | PCF                         | 159          | 8,59         | Retrait     | Retrait     |
|                             | Alain Jamet                 | FN                          | 60           | 3,24         | 54          | 2,93        |
|                             | Jean-Claude Martinez        | FN                          | 59           | 3,19         | 57          | 3,09        |
|                             | Marie Meunier               | Verts                       | 57           | 3,08         | Retrait     | Retrait     |
|                             | Yvan Velay                  | Verts                       | 57           | 3,08         | 1           | 0,05        |
|                             | Michele Comps               | Verts                       | 48           | 2,59         | Retrait     | Retrait     |
|                             | Jean-Claude Manifacier      | FN                          | 45           | 2,43         | Retrait     | Retrait     |
|                             | Patrick Geneste             | PRG                         | 33           | 1,78         | Retrait     | Retrait     |
|                             | Françoise d'Abunto          | PRG                         | 30           | 1,62         | Retrait     | Retrait     |
|                             | Joseph Pommier              | PRG                         | 22           | 1,19         | Retrait     | Retrait     |
|                             |                             |                             |              |              |             |             |
| Inscrits                    | Inscrits                    | Inscrits                    | 1 891        | 100,00       | 1 891       | 100,00      |
| Abstentions                 | Abstentions                 | Abstentions                 | 20           | 1,06         | 24          | 1,27        |
| Votants                     | Votants                     | Votants                     | 1 871        | 98,94        | 1 867       | 98,73       |
| Blancs et nuls              | Blancs et nuls              | Blancs et nuls              | 21           | 1,12         | 25          | 1,34        |
| Exprimés                    | Exprimés                    | Exprimés                    | 1 850        | 98,88        | 1 842       | 98,66       |

## Sénateurs sortants
| Sénateur | Sénateur        | Parti | Remarques                                  |
| -------- | --------------- | ----- | ------------------------------------------ |
|          | Robert Tropéano | PS    | Conseiller général, maire de Saint-Chinian |
|          | Gérard Delfau   | PRG   | Sénateur sortant                           |
|          | Raymond Couderc | UMP   | Conseiller régional, maire de Béziers      |

## Présentation des listes et des candidats
Les nouveaux représentants sont élus pour une législature de 6 ans au suffrage universel indirect par les 2095 grands électeurs du département. Dans l'Hérault, les sénateurs sont élus au scrutin proportionnel plurinominal. Compte tenu des évolutions démographiques, leur nombre change en 2008, passant de 3 à 4 sénateurs à élire et 6 candidats doivent être présentés sur la liste pour qu'elle soit validée. Chaque liste de candidats est obligatoirement paritaire et alterne entre les hommes et les femmes. 8 listes ont été déposées dans le département. Elles sont présentées ici dans l'ordre de leur dépôt à la préfecture et comportent l'intitulé figurant aux dossiers de candidature.

### Liste n° 1: Parti communiste français
| N° | Candidats | Candidats           | Parti | Principale fonction |
| -- | --------- | ------------------- | ----- | ------------------- |
| 01 |           | Jean-Louis Bousquet | PCF   |                     |
| 02 |           | Colette Subirats    | PCF   |                     |
| 03 |           | Francis Pratx       | PCF   |                     |
| 04 |           | Josianne Collerais  | PCF   |                     |
| 05 |           | Cédric Sudres       | PCF   |                     |
| 06 |           | Roseyne Pesteil     | PCF   |                     |

### Liste n° 2: Divers gauche
| N° | Candidats | Candidats           | Parti | Principale fonction                                          |
| -- | --------- | ------------------- | ----- | ------------------------------------------------------------ |
| 01 |           | Robert Tropéano     | PS    | Sénateur sortant, conseiller général, maire de Saint-Chinian |
| 02 |           | Christine Lazerges  | PS    | Ancienne députée                                             |
| 03 |           | Jacques Rigaud      | DVG   |                                                              |
| 04 |           | Laure Tondon        | DVG   |                                                              |
| 05 |           | Christian Bilhac    | PRG   | Maire de Péret                                               |
| 06 |           | Eliette Charpentier | DVG   |                                                              |

### Liste n° 3: Divers gauche
| N° | Candidats | Candidats           | Parti | Principale fonction |
| -- | --------- | ------------------- | ----- | ------------------- |
| 01 |           | Gérard Delfau       | PRG   | Sénateur sortant    |
| 02 |           | Alix Audurier       | PRG   |                     |
| 03 |           | Roger Toulza        | PRG   |                     |
| 04 |           | Danièle Prono       | PRG   |                     |
| 05 |           | Sébastien Schneider | PRG   |                     |
| 06 |           | Christiane Lacombe  | PRG   |                     |

### Liste n° 4: Divers
| N° | Candidats | Candidats           | Parti | Principale fonction |
| -- | --------- | ------------------- | ----- | ------------------- |
| 01 |           | Ferdinand Jaoul     | DIV   |                     |
| 02 |           | Arlette Claparède   | DIV   |                     |
| 03 |           | Jean Blayac         | DIV   |                     |
| 04 |           | Marie-Claire Arnoux | DIV   |                     |
| 05 |           | Lionel Minguez      | DIV   |                     |
| 06 |           | Hélène Augé         | DIV   |                     |

### Liste n° 5: Les Verts
| N° | Candidats | Candidats              | Parti | Principale fonction |
| -- | --------- | ---------------------- | ----- | ------------------- |
| 01 |           | Nicole Moschetti-Stamm | Verts |                     |
| 02 |           | Gérard Saez            | Verts |                     |
| 03 |           | Michèle Comps          | Verts |                     |
| 04 |           | Abdel Benbakir         | Verts |                     |
| 05 |           | Roselyne Bahler        | Verts |                     |
| 06 |           | Fabrice Masse          | Verts |                     |

### Liste n° 6: Majorité présidentielle
| N° | Candidats | Candidats                  | Parti | Principale fonction                                     |
| -- | --------- | -------------------------- | ----- | ------------------------------------------------------- |
| 01 |           | Raymond Couderc            | UMP   | Sénateur sortant, conseiller régional, maire de Béziers |
| 02 |           | Marie-Thérèse Bruguière    | UMP   | Conseillère régionale, maire de Saint-Aunès             |
| 03 |           | François Commeinhes        | UMP   | Conseiller général, maire de Sète                       |
| 04 |           | Françoise Bailly           | UMP   |                                                         |
| 05 |           | Sébastien Frey             | UMP   |                                                         |
| 06 |           | Marie-Agnès Sibertin-Blanc | UMP   | Maire de Popian                                         |

### Liste n° 7: Parti socialiste
| N° | Candidats | Candidats        | Parti | Principale fonction                                                |
| -- | --------- | ---------------- | ----- | ------------------------------------------------------------------ |
| 01 |           | Robert Navarro   | PS    | Député européen, conseiller régional                               |
| 02 |           | Karine Chevalier | PS    |                                                                    |
| 03 |           | Yves Piétrasanta | Verts | Ancien député européen, ancien maire de Mèze                       |
| 04 |           | Caroline Négrier | PS    |                                                                    |
| 05 |           | Georges Frêche   | PS    | Président du conseil régional, conseiller municipal de Montpellier |
| 06 |           | Hélène Mandroux  | PS    | Maire de Montpellier                                               |

### Liste n° 8: Front national
| N° | Candidats | Candidats        | Parti | Principale fonction   |
| -- | --------- | ---------------- | ----- | --------------------- |
| 01 |           | Alain Jamet      | FN    | Conseiller régional   |
| 02 |           | Hélène Zouroudis | FN    |                       |
| 03 |           | Alain Ricard     | FN    |                       |
| 04 |           | Myriam Roques    | FN    |                       |
| 05 |           | Francis Cabanne  | FN    |                       |
| 06 |           | France Jamet     | FN    | Conseillère régionale |

## Résultats
| Tête de liste  | Tête de liste          | Liste          | Voix  | %      | Sièges |
| -------------- | ---------------------- | -------------- | ----- | ------ | ------ |
|                | Raymond Couderc        | UMP            | 646   | 31,54  | 2      |
|                | Robert Tropéano        | PS-PRG         | 597   | 29,15  | 1      |
|                | Robert Navarro         | PS-Verts       | 440   | 21,48  | 1      |
|                | Gérard Delfau          | PRG            | 181   | 8,84   |        |
|                | Jean-Louis Bousquet    | PCF            | 97    | 4,74   |        |
|                | Nicole Moschetti-Stamm | Verts          | 42    | 2,05   |        |
|                | Ferdinand Jaoul        | DIV            | 31    | 1,51   |        |
|                | Alain Jamet            | FN             | 14    | 0,68   |        |
|                |                        |                |       |        |        |
| Inscrits       | Inscrits               | Inscrits       | 2 095 | 100,00 |        |
| Abstentions    | Abstentions            | Abstentions    | 21    | 1,00   |        |
| Votants        | Votants                | Votants        | 2 074 | 99,00  |        |
| Blancs et nuls | Blancs et nuls         | Blancs et nuls | 26    | 1,25   |        |
| Exprimés       | Exprimés               | Exprimés       | 2 048 | 98,75  |        |

### Sénateurs élus
| Sénateur | Sénateur                | Parti |
| -------- | ----------------------- | ----- |
|          | Robert Navarro          | PS    |
|          | Robert Tropéano         | PS    |
|          | Raymond Couderc         | UMP   |
|          | Marie-Thérèse Bruguière | UMP   |